# Xavier Samuel
Xavier Samuel, avstralski gledališki, televizijski ter filmski igralec, *10. december 1983, Adelaide, Avstralija.

## Zgodnje in osebno življenje
Xavier Samuel se je rodil 10. decembra 1983 v Adelaidi, južna Avstralija, kjer je preživel tudi večino svojega otroštva. Šolal se je na kolidžu Rostrevor College. Zadnja leta na kolidžu je preživel na Christian Brothers College pod vodstvom Amande Portus. Takrat je igral tudi Toma Snouta v gledališki predstavi na Rostrevor College-u v Shakespearovi igri Sen kresne noči in imel manjšo vlogo v igri The Rover (The Banished Cavaliers). Leta 2005 je igral Hamleta v istoimenski Shakespearovi drami. Med šolanjem na univerzi je bil glavni pevec Adelaidskega banda Hyatus (originalno Degrees of Freedom). Bandu se je pridružil na spodbudo njihovega basista Kelstara, s katerim je nastopal v Banished Cavaliers-u. Glasbeno kariero je opustil, ko se je odločil, da se bo raje posvetil snemanju filmov.

## Kariera
Xavier Samuel s svojo igralsko kariero začne leta 2003 v televizijski seriji McLeodovi hčeri, nadaljuje pa jo leta 2006 v filmih Angela's Decision in 2:37  ter gledaliških igrah Two Weeks with the Queen in Osama the Hero.
Leta 2007 je igral v gledališki igri Mercury Fur in filmu September, leta 2008 v filmu Newcastle in televizijskemu filmu Dream Life, leta 2009 pa v filmih The Loved Ones in Road Train.
Julija 2009 so potrdili govorice, da bo on igral v tretjem delu knjižne serije Stephenie Meyer Somrak, filmu Mrk, kjer bo igral Rileyja.

## Filmografija

### Gledališče
| Leto | Igra                     | Vloga | Opombe                   |
| ---- | ------------------------ | ----- | ------------------------ |
| 2006 | Two Weeks with the Queen | Colin | Windmill Performing Arts |
| 2006 | Osama the Hero           |       | The Old Fitzroy Theatre  |
| 2007 | Mercury Fur              |       | Griffin Theatre          |

### Filmi
| Leto | Naslov            | Vloga       | Opombe            |
| ---- | ----------------- | ----------- | ----------------- |
| 2006 | 2:37              | Theo        |                   |
| 2006 | Angela's Decision | Will Turner |                   |
| 2007 | September         | Ed Anderson |                   |
| 2008 | Newcastle         | Fergus      |                   |
| 2008 | Dream Life        | Boyd        | Televizijski film |
| 2009 | The Loved Ones    | Brent       |                   |
| 2009 | Road Train        | Marcus      | Post-produkcija   |
| 2010 | Mrk               | Riley       | Post-produkcija   |

### Televizijske serije
| Leto | Naslov          | Vloga | Opombe              |
| ---- | --------------- | ----- | ------------------- |
| 2003 | McLeodovi hčeri | Jason | televizijska serija |